# Ashley Cooper (Rennfahrer)
Ashley „Coops“ Cooper (* 11. Juli 1980 in Sydney; † 25. Februar 2008 in Adelaide) war ein australischer Automobilrennfahrer.

## Karriere
Cooper begann seine Rennkarriere 1998. Sieben Jahre später führte er den Commodore Cup lange Zeit an und wurde am Ende der Serie Gesamtvierter. 2006 wurde Cooper Rookie of the Year der V8 Ute Racing Series und 2007 trat er in drei Runden der Fujitsu V8 Supercar Series an.

### Tod in Adelaide
Während eines Rennens der Fujitsu V8 Supercar Series auf dem Adelaide Street Circuit kam er mit seinem Holden Commodore VZ bei über 200 km/h von der Fahrbahn ab und fuhr in die Leitplanken. Trotz sofortiger medizinischer Versorgung starb Cooper zwei Tage später im Royal Adelaide Hospital an seinen Kopfverletzungen und inneren Verletzungen.
Ashley Cooper hinterließ seine Ehefrau Casey und zwei Kinder.